# Soldadura por arco

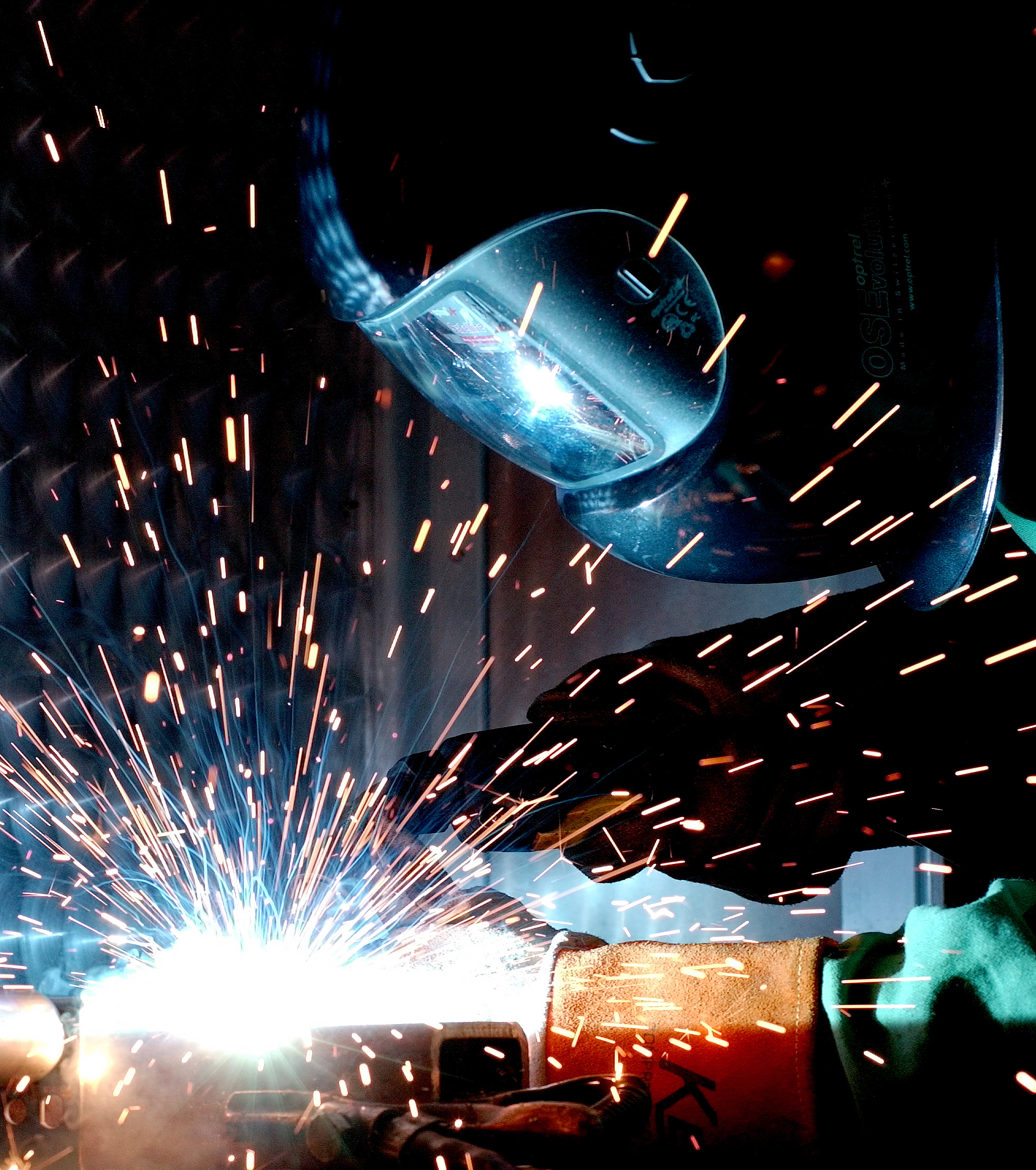
Soldadura por arco eléctrico.

La soldadura por arco se produce al acercar el electrodo al metal que se va a soldar para formar un arco voltaico. Se utilizan dos métodos: rayado y golpeado. El método de rayado es similar a encender un fósforo gigantesco. El método de golpeado es, como su nombre lo indica, un método de golpes suaves en sentido vertical. En ambos casos la corriente para soldar forma un arco tan pronto el electrodo toca el metal que se va a soldar. Si se dejase el electrodo en esa posición se quedaría pegado con el metal. Para evitarlo, hay que elevar el electrodo tan pronto como haga contacto con el metal y este se transfiera en forma de glóbulos. Pero el arco se extinguirá si se levanta demasiado el electrodo y hay que repetir todo el procedimiento.
Cuatro años más tarde fue patentado un proceso de soldadura con varilla metálica. Sin embargo, este procedimiento no tomó importancia en el ámbito industrial hasta que el sueco Oscar Kjellberg inventó, en 1904, el electrodo recubierto. Su uso masivo comenzó alrededor de los años 1950.

## Elementos

Esquema.

- Plasma: permite el paso de corriente entre los dos conductores para así formar el arco eléctrico.

Está formado por electrones que transportan la corriente y que van del polo negativo al positivo, de iones metálicos que van del polo positivo al negativo, de átomos gaseosos que se van ionizando y estabilizándose conforme pierden o ganan electrones, y de productos de la fusión tales como vapores que ayudarán a la formación de una atmósfera protectora. Esta misma alcanza la mayor temperatura del proceso.
- Llama: es la zona que envuelve el plasma y presenta menor temperatura que este, formada por átomos que se disocian y recombinan desprendiendo calor por la combustión del revestimiento del electrodo. Otorga al arco eléctrico su forma cónica.

- Baño de fusión: la acción calorífica del arco provoca la fusión del material, donde parte de este se mezcla con el material de aportación del electrodo, provocando la soldadura de las piezas una vez solidificado.

- Cráter: surco producido por el calentamiento del metal. Su forma y profundidad vendrán dadas por el poder de penetración del electrodo y los valores eléctricos empleados.

- Cordón de soldadura: está constituido por el metal base y el material de aportación del electrodo, y se pueden diferenciar dos partes: la escoria, compuesta por impurezas que son segregadas durante la solidificación y que posteriormente son eliminadas, y sobre el espesor, formado por la parte útil del material de aportación y parte del metal base, la soldadura en sí.

- Electrodos: son varillas metálicas preparadas para servir como polo del circuito; en su extremo se genera el arco eléctrico. En algunos casos, sirven también como material fundente. La varilla metálica va recubierta por una combinación de materiales que varían de un electrodo a otro. El recubrimiento en los electrodos tiene diversas funciones, que pueden resumirse en las siguientes:
  - Función eléctrica del recubrimiento del sol.
  - Función física de la escoria.
  - Función metalúrgica del recubrimiento.

- Gases protectores: Se utilizan sólo en algunos tipos de soldadura, como las del tipo MIG, MAG o TIG. Pueden ser inertes, (como el argón o el helio), o activos, (como el dióxido de carbono o el oxígeno). El propósito de su uso es el de conseguir una unión metálica lo más parecida al metal base y con las mejores características, ya que es necesario que durante toda la operación de soldeo el baño de fusión esté lo más aislado posible de la atmósfera circundante. De no ser así, los gases atmosféricos podrían ser absorbidos por el metal en estado de fusión, o reaccionar con él, dejando una soldadura porosa y frágil.

## Funciones de los recubrimientos

### Función eléctrica del recubrimiento
La estabilidad del arco para la soldadura depende de una amplia serie de factores, como es la ionización del aire para que fluya adecuadamente la electricidad. Para lograr una buena ionización se añaden al revestimiento del electrodo productos químicos consistentes en sales de sodio, potasio y bario, los cuales tienen una tensión de ionización baja y un poder termoiónico elevado.

### Función física del recubrimiento
Forman humos más densos que el aire, para proteger a la pileta de contaminación de los gases atmosféricos circundantes del medio ambiente. Y sirven de sustentación del metal fundido en soldaduras verticales o sobre cabeza.

### Función metalúrgica de los recubrimientos

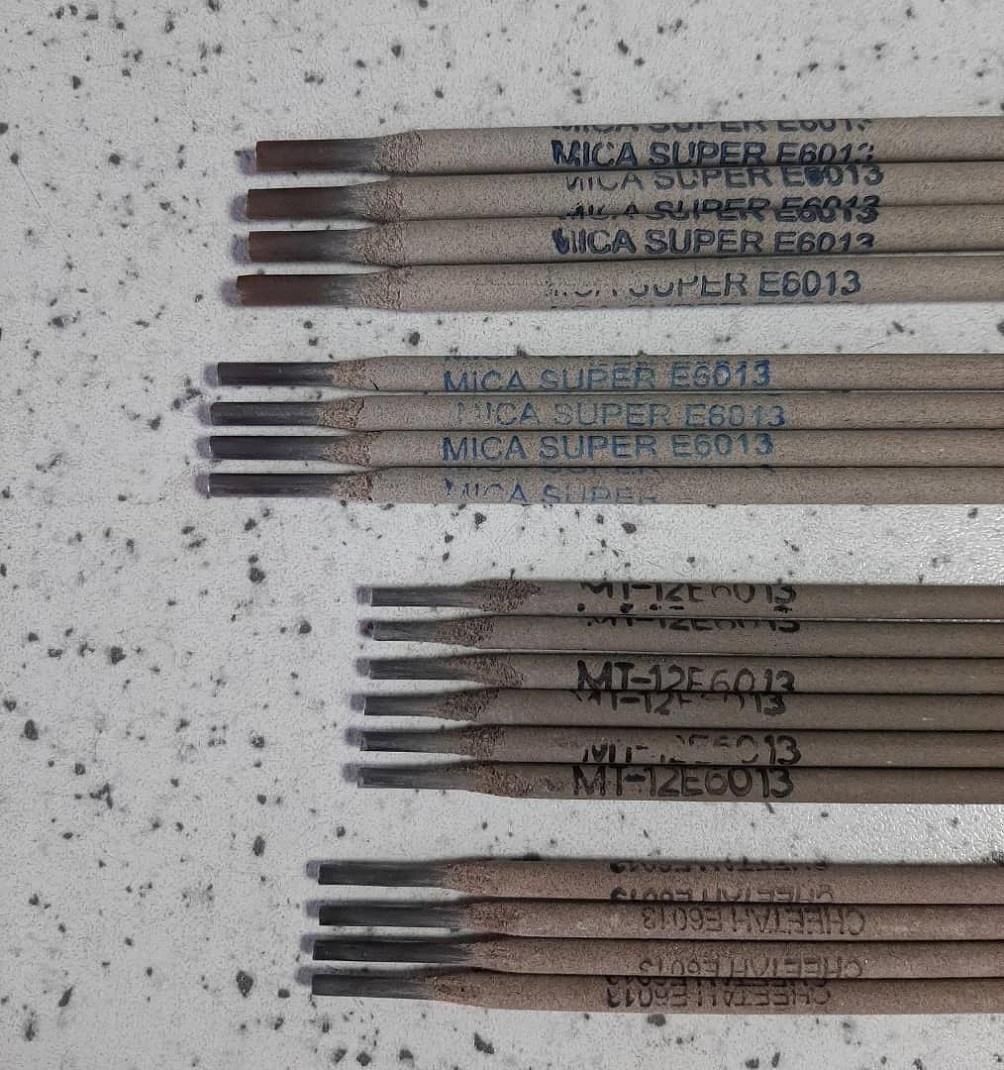
Diferentes tipos de eléctrodos.

Además de las funciones de estabilizar y facilitar el funcionamiento eléctrico del arco y de contribuir físicamente a la mejor formación del cordón, el recubrimiento tiene una importancia decisiva en la calidad de la soldadura. También evita la oxidación de la varilla

## Tipos de soldadura
Se distinguen los siguientes procesos de soldadura basados en el principio del arco eléctrico:

### Soldadura por arco con electrodo de metal revestido (SMAW)

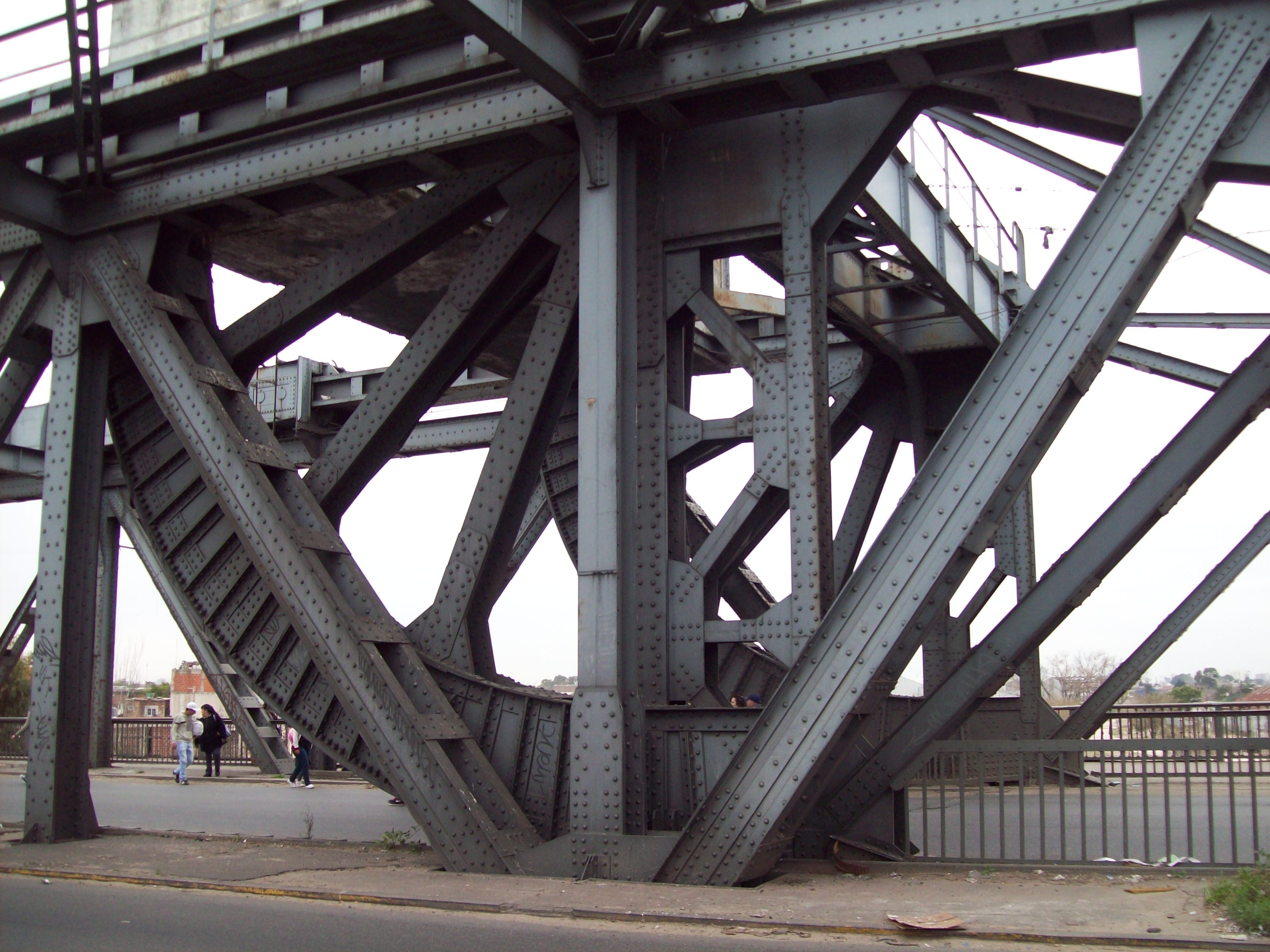
Aplicaciones de la Soldadura Industrial.

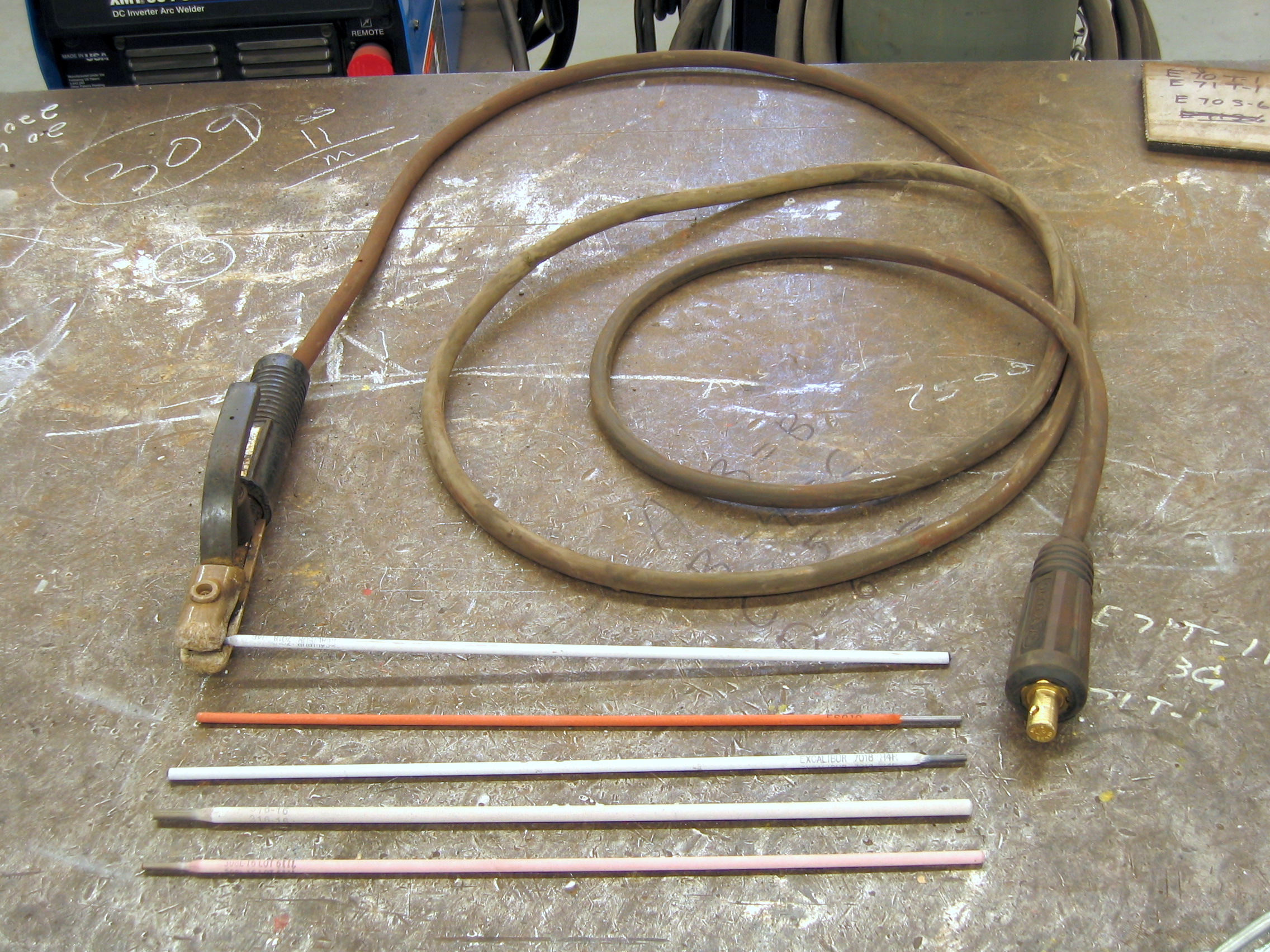
Electrodos revestidos.

se distingue la soldadura por ser SMAW (de Shielded Metal Arc Welding), o MMA (de Manual Metal Arc welding).
La característica más importante de la soldadura con electrodos revestidos, es que el arco eléctrico se produce entre la pieza y un electrodo metálico recubierto. El recubrimiento protege el interior del electrodo hasta el momento de la fusión. Con el calor del arco, el extremo del electrodo se funde y se quema el recubrimiento, de modo que se obtiene la atmósfera adecuada para que se produzca la transferencia de metal fundido desde el núcleo del electrodo hasta el baño de fusión en el material base..
Estas gotas de metal fundido caen recubiertas de escoria fundida procedente de la fusión del recubrimiento del arco. La escoria flota en la superficie y forma, por encima del cordón de soldadura, una capa protectora del metal fundido.
Como son los propios electrodos los que aportan el flujo de metal fundido, será necesario reponerlos cuando se desgasten. Los electrodos están compuestos de dos piezas: el alma y el revestimiento.
El alma o varilla es un alambre (de diámetro original 5,5 mm). Tras obtener el material, el fabricante lo decapa mecánicamente (a fin de eliminar el óxido y aumentar la pureza) y posteriormente lo trefila para reducir su diámetro.
El revestimiento se produce mediante la combinación de una gran variedad de elementos (minerales varios, celulosa, mármol, aleaciones, etc.) convenientemente seleccionados y probados por los fabricantes, que mantienen el proceso, cantidades y dosificaciones en riguroso secreto.
La composición y clasificación de cada tipo de electrodo está regulada por AWS (American Welding Society), organismo de referencia mundial en el ámbito de la soldadura.
Este tipo de soldadura puede ser efectuada bajo corriente tanto continua como alterna. En corriente continua el arco es más estable y fácil de encender, y las salpicaduras son poco frecuentes; en cambio, el método es poco eficaz con soldaduras de piezas gruesas. La corriente alterna posibilita el uso de electrodos de mayor diámetro, con lo que el rendimiento a mayor escala también aumenta. En cualquier caso, las intensidades de corriente oscilan entre 10 y 500 amperios.
El factor principal que hace de este proceso de soldadura un método tan útil es su simplicidad y, por tanto, su bajo precio. A pesar de la gran variedad de procesos de soldadura disponibles, la soldadura con electrodo revestido no ha sido desplazada del mercado. La sencillez hace de ella un procedimiento práctico; todo lo que necesita un soldador para trabajar es una fuente de alimentación, cables, un portaelectrodo y electrodos. El soldador no tiene que estar junto a la fuente y no hay necesidad de utilizar gases comprimidos como protección. El procedimiento es excelente para trabajos de reparación, fabricación y construcción. Además, la soldadura SMAW es muy versátil. Su campo de aplicaciones es enorme: casi todos los trabajos de pequeña y mediana soldadura de taller se efectúan con electrodo revestido; se puede soldar metal de casi cualquier espesor y se pueden hacer uniones de cualquier tipo.
Sin embargo, el procedimiento de soldadura con electrodo revestido no se presta para su automatización o semiautomatización; su aplicación es esencialmente manual. La longitud de los electrodos es relativamente corta: de 230 a 700 mm. Por tanto, es un proceso principalmente para soldadura a pequeña escala. El soldador tiene que interrumpir el trabajo a intervalos regulares para cambiar el electrodo y debe limpiar el punto de inicio antes de empezar a usar un electrodo nuevo. Sin embargo, aun con todo este tiempo muerto y de preparación, un soldador eficiente puede ser muy productivo.
Ventajas:
- Las máquinas del proceso de soldadura SMAW tiene un bajo costo respecto a las máquinas de los otros procesos con arco eléctrico.
- Se puede aplicar a la gran mayoría de los metales,.
- Bajo costo en el valor de los insumos ya que no necesita gases o electrodos especiales.

Desventajas:
- Menor calidad de las juntas soldadas respecto a los otros procesos de soldadura con arco eléctrico.
- Baja productividad por cambio de electrodos.
- Se necesita mayor destreza de los operarios que en los procesos MIG-MAG y TIG.

Características de los electrodos
Los electrodos se clasifican por un sistema combinado de números que lo identifican, y permite seleccionar el tipo de electrodo más adecuado, para un trabajo determinado.
E XX XX
La combinación de números permite identificar:
a. El tipo de corriente que se debe usar (corriente continua “cc”/ corriente alterna “ca”)
b. La Posición de soldadura que se puede realizar (Sobre cabeza, Vertical, Horizontal).
c. Resistencia a la tracción de la soldadura.
El prefijo “E” significa “electrodo para soldadura eléctrica por arco”.
Los dos primeros dígitos, de un total de cuatro, indican la resistencia a la tracción, en miles de libras por pulgada cuadrada.
El tercer dígito indica
1. Todas posiciones.
2. Juntas en ángulo interior, en posición horizontal o plana.
3. Posición plana únicamente.
Los dos últimos dígitos en conjunto indican la clase de corriente a usar y la clase de revestimiento.
10 - C C (+) revestimiento celulósico.
11 - C C (+) revestimiento celulósico.
12 - CC o CA (-) revestimiento con rutilo.
13 - C A o C C (±), revestimiento con rutilo y hierro en polvo (30 % aproximadamente).
16 - C C (+) bajo tenor, de hidrógeno.
18 - CC o CA (±) revestimiento con bajo contenido de hidrógeno y con hierro en polvo.
20 - CC o CA (±) revestimiento con bajo contenido de hidrógeno y con hierro en polvo (25 % aproximadamente).
24 - CA o CC (±) con rutilo y hierro en polvo (aproximadamente 50 % de este último elemento).
Ejemplo
E – 6013
Electrodo, con una resistencia de 60000 Lb por pulgada cuadrada, para todas las posiciones, para CC o CA y tiene un recubrimiento de rutilo con Fe en polvo.

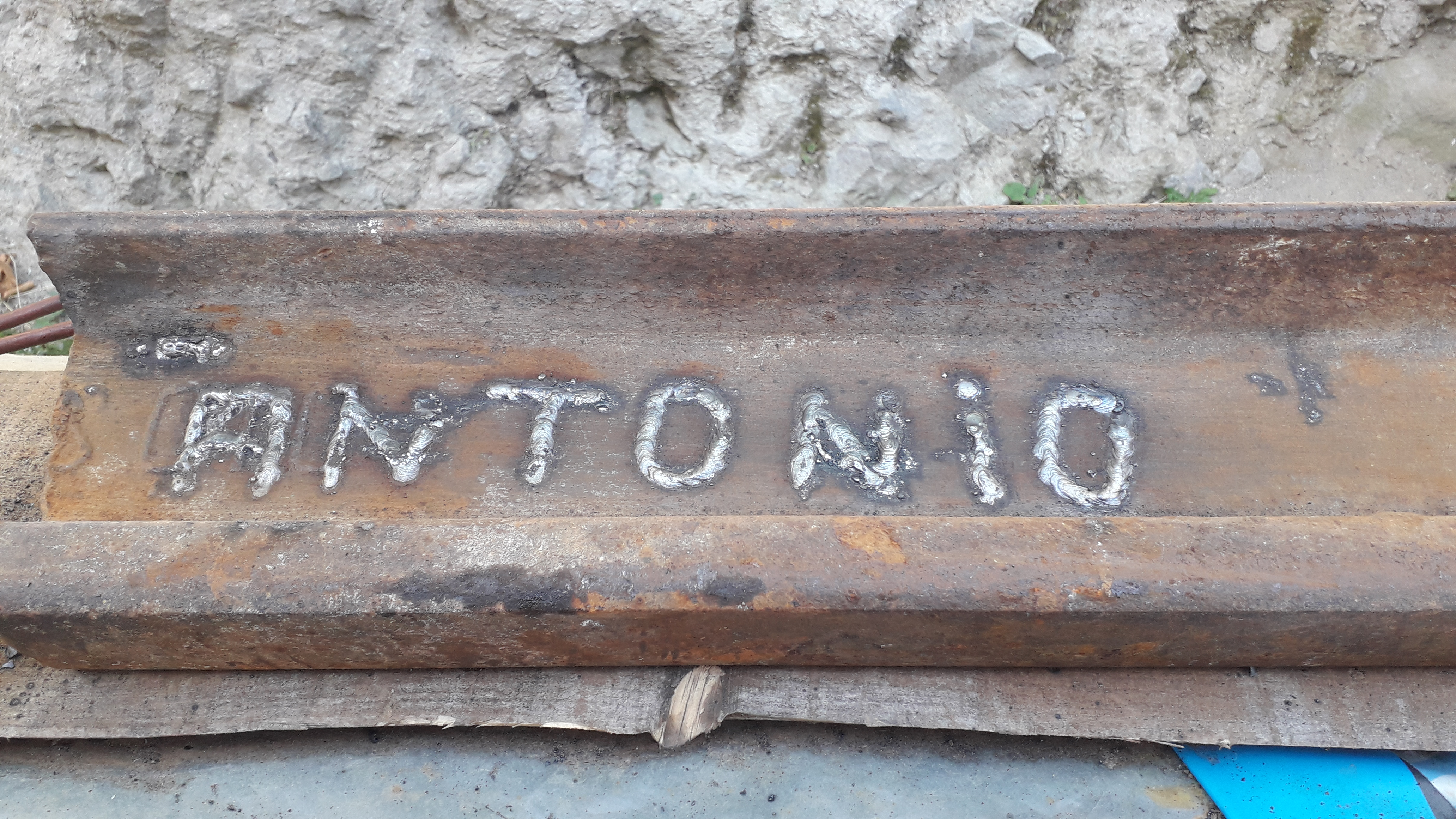
Inscripción de Soldadura de Arco.

### Soldadura por electrodo no consumible protegido (TIG)
La soldadura por electrodo no consumible, también llamada soldadura TIG (siglas de Tungsten Inert Gas), se caracteriza por el empleo de un electrodo permanente que normalmente, como indica el nombre, es de wolframio (tungsteno). En este tipo de soldadura se utiliza como medio de protección un chorro de gas que impide la contaminación de la junta. Tanto este como el siguiente proceso de soldeo tienen en común la protección del electrodo por medio de dicho gas. La producción de este tipo de electrodos es muy costosa. En la actualidad existen materiales que lo reemplazan. Además de reducir los costos, poseen características térmicas que mejoran el proceso.
Este método de soldadura se patentó en 1920 pero no se empezó a utilizar de manera generalizada hasta 1940, dado su coste y complejidad técnica.

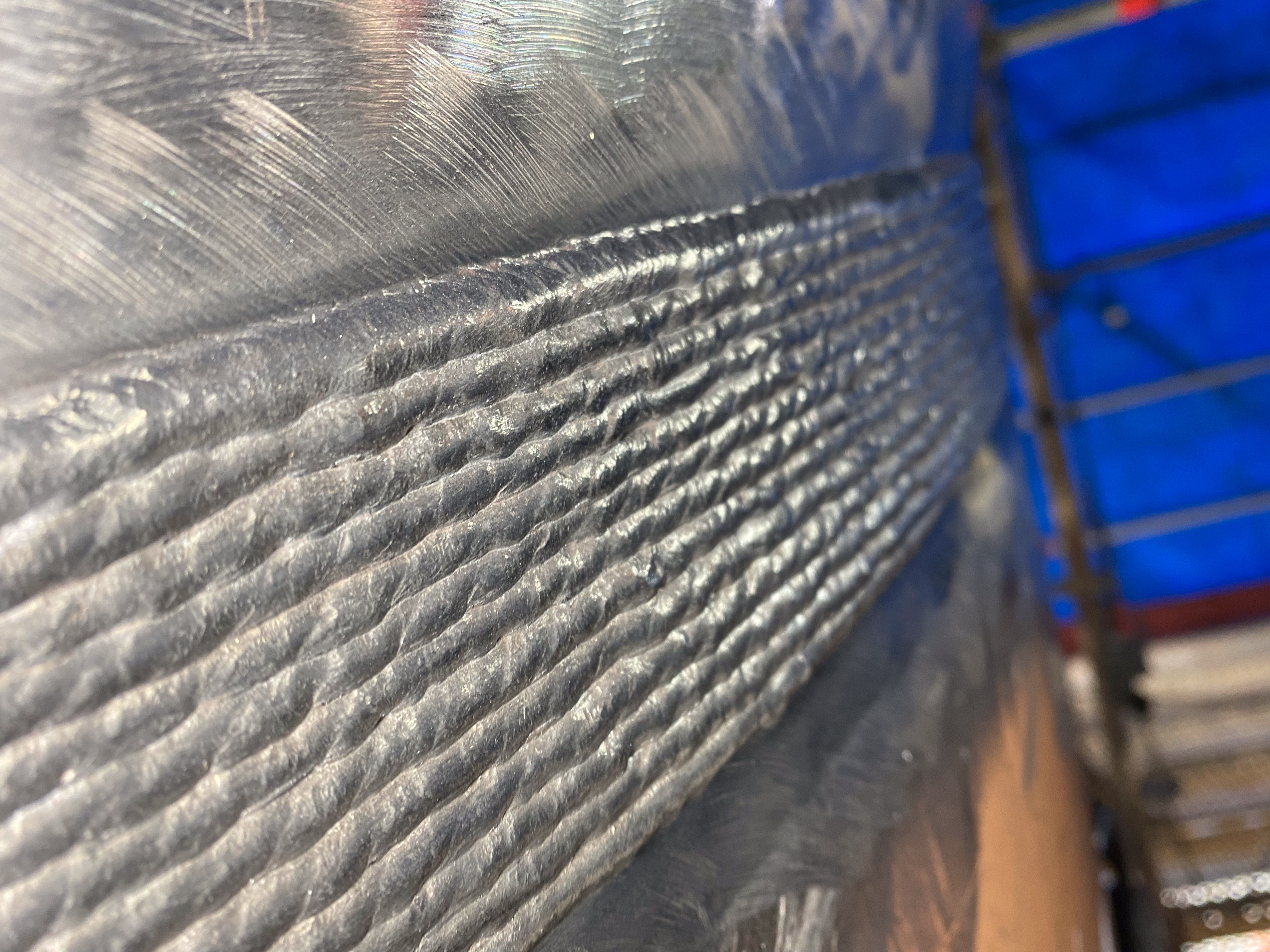
Cordones de Soldadura de arco.

A diferencia de las soldaduras de electrodo consumible, en este caso el metal que formará el cordón de soldadura debe ser añadido externamente, a no ser que las piezas a soldar sean específicamente delgadas y no sea necesario. El metal de aportación debe ser de la misma composición o similar que el metal base; incluso, en algunos casos, puede utilizarse satisfactoriamente como material de aportación una tira obtenida de las propias chapas a soldar.
La inyección del gas a la zona de soldeo se consigue mediante una canalización que llega directamente a la punta del electrodo, rodeándolo. Dada la elevada resistencia a la temperatura del wolframio (tungsteno), que funde a 3410 °C, acompañada de la protección del gas, la punta del electrodo apenas se desgasta tras un uso prolongado. Es conveniente, eso sí, repasar la terminación en punta, ya que una geometría poco adecuada perjudicaría en gran medida la calidad del soldado. Respecto al gas, los más utilizados son el argón, el helio y mezclas de ambos. El helio, gas noble inerte (de ahí el nombre de soldadura por gas inerte), es más usado en los Estados Unidos, dado que allí se obtiene de forma económica en yacimientos de gas natural. Este gas deja un cordón de soldadura más achatado y menos profundo que el argón. Este último, más utilizado en Europa por su bajo precio en comparación con el helio, deja un cordón más triangular y que se infiltra en la soldadura. Una mezcla de ambos gases proporcionará un cordón de soldadura con características intermedias.
La soldadura TIG se trabaja con corrientes continua y alterna. En corriente continua y polaridad directa, las intensidades de corriente son del orden de 50 a 500 amperios. Con esta polarización se consigue mayor penetración y un aumento en la duración del electrodo. Con polarización inversa, el baño de fusión es mayor pero hay menor penetración; las intensidades oscilan entre 5 y 60 A. La corriente alterna combina las ventajas de las dos anteriores, pero en contra da un arco poco estable y difícil de cebar.
La gran ventaja de este método de soldadura es, básicamente, la obtención de cordones más resistentes, más dúctiles y menos sensibles a la corrosión que en el resto de procedimientos, ya que el gas protector impide el contacto entre la atmósfera y el baño de fusión. Además, dicho gas simplifica notablemente el soldeo de metales no ferrosos, por no requerir el empleo de desoxidantes, con las deformaciones o inclusiones de escoria que pueden implicar. Otra ventaja de la soldadura por arco con protección gaseosa es que permite obtener soldaduras limpias y uniformes debido a la escasez de humos y proyecciones; la movilidad del gas que rodea al arco transparente permite al soldador ver claramente lo que está haciendo en todo momento, lo que repercute favorablemente en la calidad de la soldadura. El cordón obtenido es por tanto de un buen acabado superficial, que puede mejorarse con sencillas operaciones de acabado, lo que incide favorablemente en los costes de producción. Además, la deformación que se produce en las inmediaciones del cordón de soldadura es menor.
Como inconvenientes está la necesidad de proporcionar un flujo continuo de gas, con la subsiguiente instalación de tuberías, bombonas, etc., y el encarecimiento que supone. Además, este método de soldadura requiere una mano de obra muy especializada, lo que también aumenta los costes. Por tanto, no es uno de los métodos más utilizados, sino que se reserva para uniones con necesidades especiales de acabado superficial y precisión.

### Soldadura por electrodo consumible protegido (MIG/MAG)
Este método resulta similar al anterior, con la salvedad de que en los dos tipos de soldadura por electrodo consumible protegido, MIG (Metal Inert Gas) y MAG (Metal Active Gas), es este electrodo el alimento del cordón de soldadura. El arco eléctrico está protegido, como en el caso anterior, por un flujo continuo de gas que garantiza una unión limpia y en buenas condiciones.
En la soldadura MIG, como su nombre indica, el gas es inerte; no participa en modo alguno en la reacción de soldadura. Su función es proteger la zona crítica de la soldadura de oxidaciones e impurezas exteriores. Se emplean usualmente los mismos gases que en el caso de electrodo no consumible: argón, menos frecuentemente helio, y mezcla de ambos.
En la soldadura MAG, en cambio, el gas utilizado participa de forma activa en la soldadura. Su zona de influencia puede ser oxidante o reductora, ya sea que se utilicen gases como el dióxido de carbono o el argón mezclado con oxígeno. El problema de usar CO2 en la soldadura es que la unión resultante, debido al oxígeno liberado, resulta muy porosa. Además, sólo se puede usar para soldar acero, por lo que su uso queda restringido a las ocasiones en las que es necesario soldar grandes cantidades de material y en las que la porosidad resultante no es un problema a tener en cuenta.
El uso de los métodos de soldadura MIG y MAG es cada vez más frecuente en el sector industrial. En la actualidad, es uno de los métodos más utilizados en Europa occidental, Estados Unidos y Japón en soldaduras de fábrica. Ello se debe, entre otras cosas, a su elevada productividad y a la facilidad de automatización, lo que le ha valido abrirse un hueco en la industria automovilística. La flexibilidad es la característica más sobresaliente del método MIG / MAG, ya que permite soldar aceros de baja aleación, aceros inoxidables, aluminio y cobre, en espesores a partir de los 0,5 mm y en todas las posiciones. La protección por gas garantiza un cordón de soldadura continuo y uniforme, además de libre de impurezas y escorias. Además, la soldadura MIG / MAG es un método limpio y compatible con todas las medidas de protección para el medio ambiente.
En contra, su mayor problema es la necesidad de aporte tanto de gas como de electrodo, lo que multiplica las posibilidades de fallo del aparato, además del lógico encarecimiento del proceso.
La soldadura MIG/MAG es intrínsecamente más productiva que la soldadura MMA, donde se pierde productividad cada vez que se produce una parada para reponer el electrodo consumido. Las pérdidas materiales también se producen con la soldadura MMA, cuando la parte última del electrodo es desechada. Por cada kilogramo de electrodo revestido comprado, alrededor del 65% forma parte del material depositado (el resto es desechado). La utilización de hilos sólidos e hilos tubulares ha aumentado esta eficiencia hasta el 80-95%. La soldadura MIG/MAG es un proceso versátil, pudiendo depositar el metal a una gran velocidad y en todas las posiciones. El procedimiento es muy utilizado en espesores delgados y medios, en fabricaciones de acero y estructuras de aleaciones de aluminio, especialmente donde se requiere un gran porcentaje de trabajo manual. La introducción de hilos tubulares está encontrando cada vez más, su aplicación en los espesores fuertes que se dan en estructuras de acero pesadas.

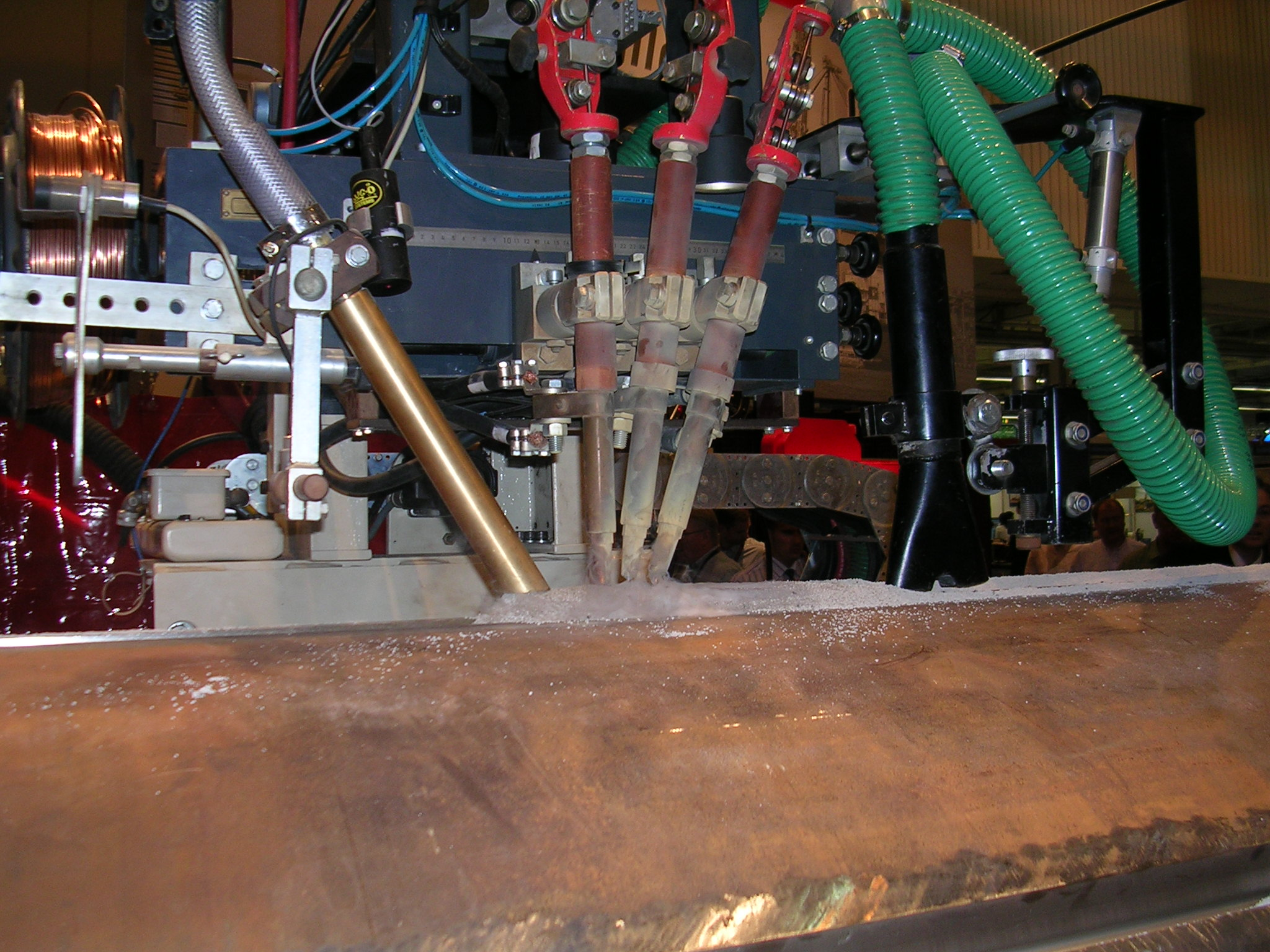
Soldadura por arco sumergido. El cabezal de soldadura se mueve de derecha a izquierda. El flux es suministrado por la tolva del lado izquierdo; a continuación, siguen tres cañones de alambre de relleno y finalmente una aspiradora.

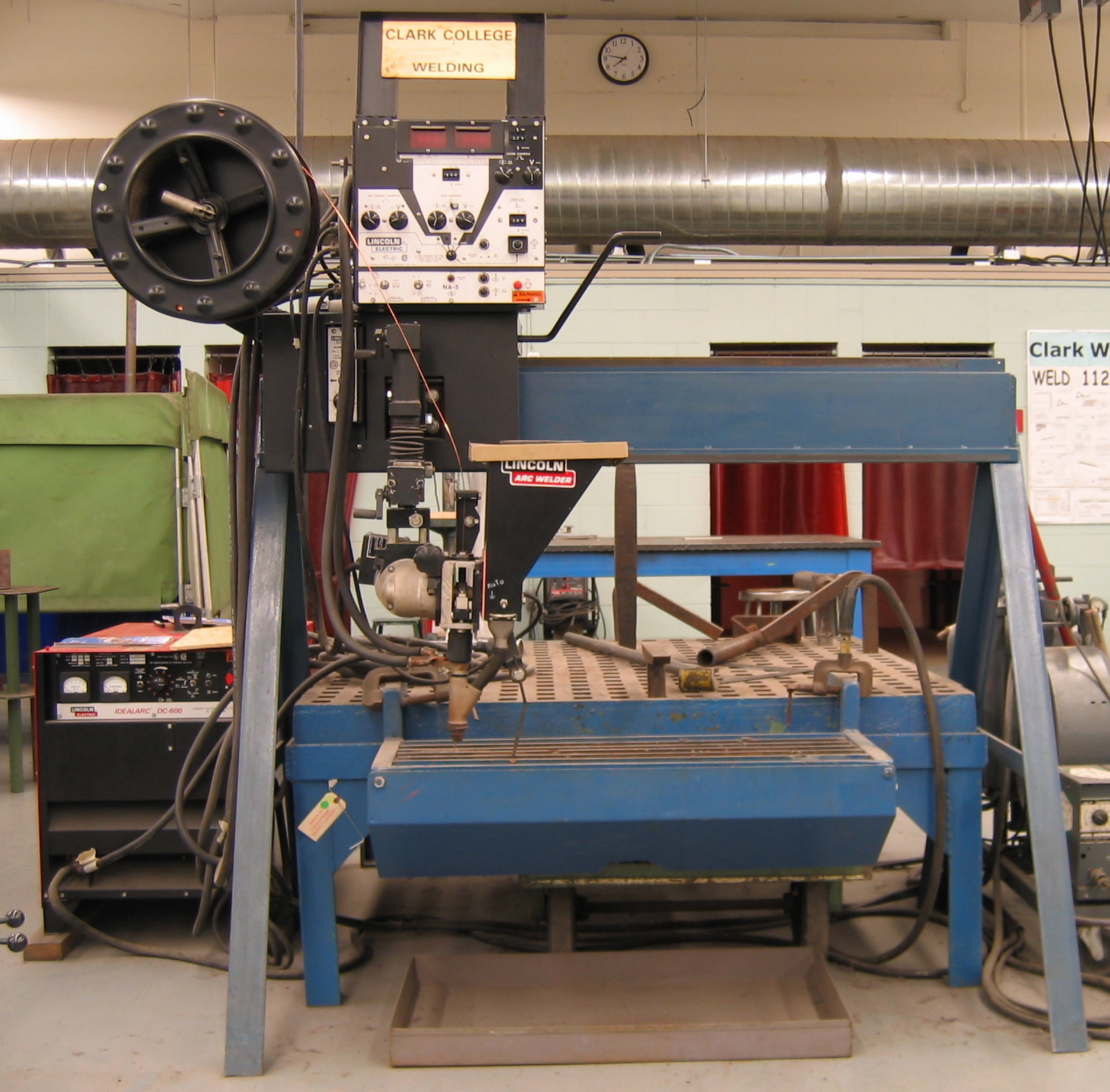
Un soldador de arco sumergido, utilizado para prácticas.

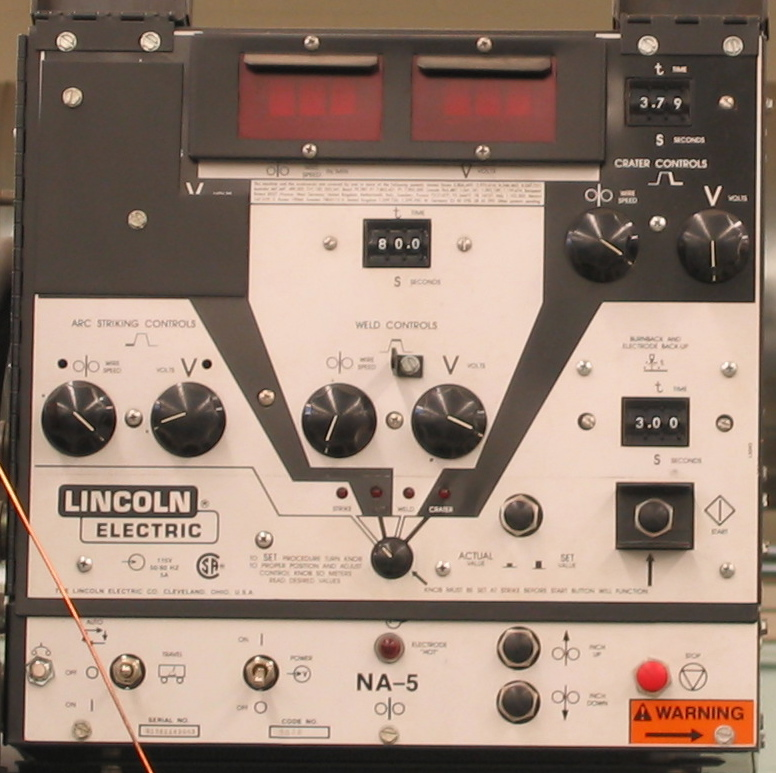
Primer plano del panel de control.

Dibujo esquemático de soldadura por arco sumergido.

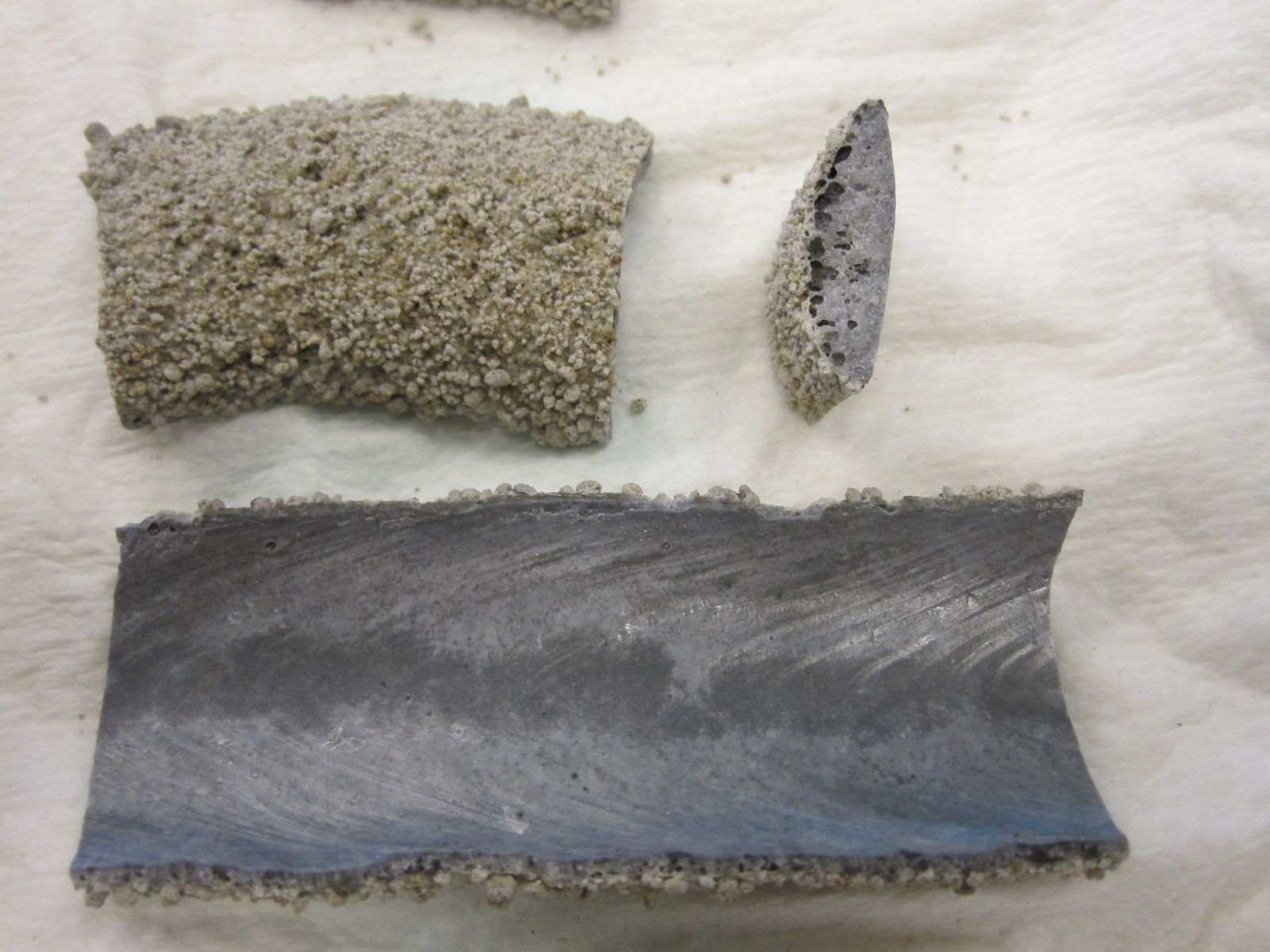
Trozos de escoria producidos por la soldadura por arco sumergido.

### Soldadura por arco sumergido (SAW)
La soldadura por arco sumergido (SAW Submerged Arc Welding) es un proceso de soldadura por arco. Originalmente desarrollado por la Linde - Union Carbide Company. Requiere una alimentación de electrodo consumible continua, ya sea sólido o tubular (fundente). La zona fundida y la zona del arco están protegidos de la contaminación atmosférica por estar "sumergida" bajo un manto de flujo granular compuesto de óxido de calcio, dióxido de silicio, óxido de manganeso, fluoruro de calcio y otros compuestos. En estado líquido, el flux se vuelve conductor, y proporciona una trayectoria de corriente entre el electrodo y la pieza. Esta capa gruesa de flux cubre completamente el metal fundido evitando así salpicaduras y chispas, así como la disminución de la intensa radiación ultravioleta y de la emisión humos, que son muy comunes en la soldadura manual de metal por arco revestido (SMAW).
La SAW puede operarse tanto en modo automático como mecanizado, aunque también existe la SAW semiautomática de pistola (portátil) con emisión de flujo de alimentación a presión o por gravedad.
El proceso normalmente se limita a las posiciones de soldadura plana u horizontal (a pesar de que las soldaduras en posición horizontal se hacen con una estructura especial para depositar el flujo). Los índices de depósito se aproximan a 45 kg/h comparado con aproximadamente 5 kg/h (máximo) para la soldadura manual de metal por arco revestido (SMAW). Aunque el rango de intensidades usadas normalmente van desde 300 a 2000 A, también se utilizan corrientes de hasta 5000 A (arcos múltiples).
Ya sea simple o múltiple (2 a 5) existen variaciones del alambre del electrodo en el proceso. La SAW utiliza un revestimiento en el electrodo de cinta plana (p. e. 60 mm de ancho x 0,5 mm de espesor). Se puede utilizar energía CC o CA, aunque la utilización de combinaciones entre ambas son muy comunes en los sistemas de electrodos múltiples. Las fuentes de alimentación más utilizadas son las de voltaje constante, aunque los sistemas actuales disponen de una combinación de tensiones constantes con un detector de tensión en el cable alimentador.

#### Electrodo
El material de relleno para la SAW generalmente es un alambre estándar, así como otras formas especiales. Este alambre tiene normalmente un espesor de entre 1,6 mm y 6 mm. En ciertas circunstancias, se pueden utilizar un alambre trenzado para dar al arco un movimiento oscilante. Esto ayuda a fundir la punta de la soldadura al metal base.

#### Las variables clave del proceso SAW
- Velocidad de alimentación (principal factor en el control de corriente de soldadura).
- Arco de tensión.
- Velocidad de desplazamiento.
- Distancia del electrodo o contacto con la punta de trabajo.
- Polaridad y el tipo de corriente (CA o CC) y balance variable de la corriente CA.

#### Aplicaciones de materiales
- Aceros al carbono (estructural y la construcción de barcos).
- Aceros de baja aleación.
- Aceros inoxidables.
- Aleaciones de base níquel
- Aplicaciones de superficie (frente al desgaste, la acumulación, superposición y resistente a la corrosión de los aceros).

#### Ventajas
- Índices de deposición elevado (más 45 kg/h).
- Factores de funcionamiento en las aplicaciones de mecanizado.
- Penetración de la soldadura.
- Se realizan fácilmente soldaduras robustas (con un buen proceso de diseño y control)
- Profundidad.
- Soldaduras de alta velocidad en chapas finas de acero de hasta 5 m/min.
- La luz ultravioleta y el humo emitidos son mínimos comparados con el proceso de soldadura manual de metal por arco revestido (SMAW).
- Prácticamente no es necesaria una preparación previa de los bordes.
- El proceso es adecuado para trabajos de interior o al aire libre.
- Distorsión mucho menor.
- Las soldaduras realizadas son robustas, uniformes, resistentes a la ductilidad y a la corrosión y tienen muy buen valor frente a impacto.
- El arco siempre está cubierto bajo un manto de flux, por lo tanto no hay posibilidad de salpicaduras de soldadura.

#### Limitaciones
- Limitado a materiales férreos (acero o acero inoxidable) y algunas aleaciones de base níquel.
- Normalmente limitada a las posiciones 1F, 1G, y 2F.
- Por lo general se limitan a cordones largos rectos, tubos de rotatorios o barcos.
- Requiere relativas molestias en el manejo del flujo.
- Los fluxes y la escoria puede presentar un problema para la salud y la seguridad.
- Requiere eliminar la escoria, entre la pre y la post operación.

Desventajas:
- El proceso es discontinuo debido a la longitud limitada de los electrodos.
- Por tratarse de una soldadura manual, requiere gran pericia por parte del soldador.
- La soldadura puede contener inclusiones de escoria.
- Los humos dificultan el control del proceso.

## Seguridad

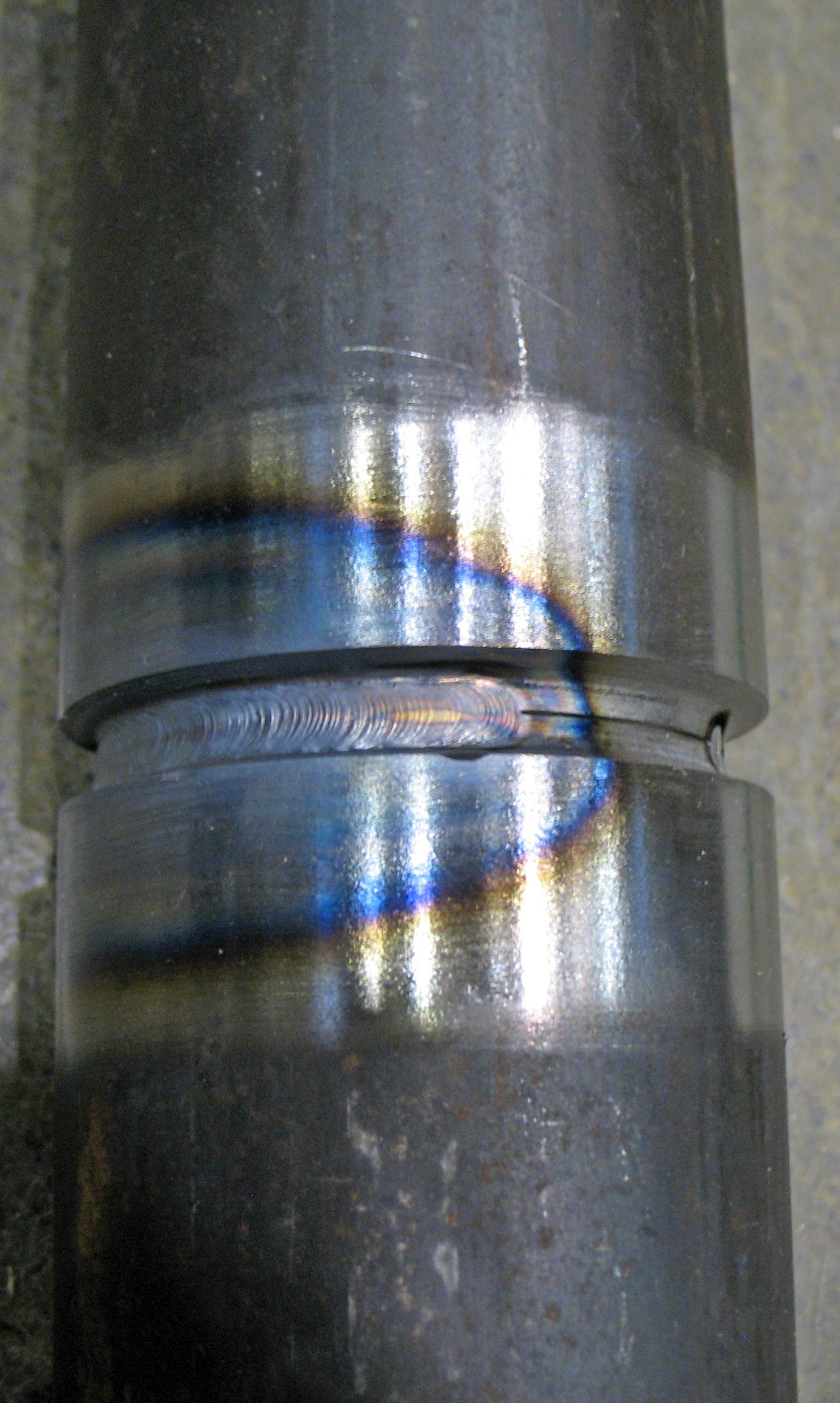
Ejemplo de Soldadura por arco mal hecho.

Según la NASD (National Ag Safety Database), las medidas de seguridad necesarias para trabajar con soldadura con arco son las siguientes.

### Recomendaciones generales sobre soldadura con arco
Antes de empezar cualquier operación de soldadura de arco, se debe hacer una inspección completa del soldador y de la zona donde se va a usar. Todos los objetos susceptibles de arder deben ser retirados del área de trabajo, y debe haber un extintor apropiado de Polvo Químico Seco o de CO2 a la mano, no sin antes recordar que en ocasiones puede tener manguera de espuma mecánica.
Los interruptores de las máquinas necesarias para el soldeo deben poderse desconectar rápida y fácilmente. La alimentación estará desconectada siempre que no se esté soldando, y contará con una toma de tierra. Se debe contar con disyuntor diferencial que cubra la instalación eléctrica que alimenta el equipo de soldadura.
Los portaelectrodos no deben usarse si tienen los cables sueltos y las tenazas o los aislantes dañados. No debe haber puntos de falso contacto (o contacto deficiente), para evitar zonas de calentamiento o saltos de arco.
La operación de soldadura deberá llevarse a cabo en un lugar bien ventilado. El techo del lugar donde se suelde tendrá que ser alto o disponer de un sistema de ventilación adecuado.

### Equipos de protección individual
La radiación de un arco eléctrico es enormemente perjudicial para la retina y puede producir cataratas, pérdida parcial de visión, o incluso ceguera. Los ojos y la cara del soldador deben estar protegidos con un casco de soldar homologado equipado con un visor filtrante de grado apropiado. Los filtros de máscaras de soldar deben cumplir con la normativa UNE EN 175 "Protección Individual del ojo. Protectores faciales y oculares para técnicas de soldadura y afines".
La ropa apropiada para trabajar con soldadura por arco debe ser holgada y cómoda, resistente a la temperatura y al fuego. Debe estar en buenas condiciones, sin agujeros ni remiendos y limpia de grasas y aceites. Las camisas deben tener mangas largas, y los pantalones deben ser largos, acompañados con zapatos o botas aislantes que cubran. Se recomienda ropa de cuero tipo descarne y guantes de mangas largas para evitar las quemaduras por gotas de metal fundido.
Deben evitarse por encima de todo las descargas eléctricas, que pueden ser mortales. Para ello, el equipo deberá estar convenientemente aislado (cables, tenazas, portaelectrodos deben ir recubiertos de aislante), así como seco y libre de grasas y aceite. Los cables de soldadura deben permanecer alejados de los cables eléctricos, y el soldador separado del suelo; bien mediante un tapete de caucho, madera seca o mediante cualquier otro aislante eléctrico. Los electrodos nunca deben ser cambiados con las manos descubiertas o mojadas o con guantes mojados.